# Casa Gospel
Casa Gospel è un album in studio del rapper italiano Thasup e della cantante italiana Mara Sattei, pubblicato il 13 dicembre 2024 dalla Epic.

## Descrizione
Il progetto è nato dall'esigenza di raccontare la passione per la musica dei due artisti, che ha caratterizzato la loro vita sin dall'infanzia, ripercorrendo le proprie origini partendo dalla casa in cui sono cresciuti.

## Tracce
1. Egli è il Re – 2:57 (testo: Davide Mattei, Sara Mattei, Bobby Sparks II, Kirk Franklin, M. Butler, Michael Robinson, Rich Mullins, Shaun Martin)
2. Posto mio – 3:20 (testo: Alessandro Donadei, Davide Mattei, Nicola Lazzarin, Sara Mattei)
3. Bless su Bless – 2:40 (testo: Davide Mattei, Sara Mattei)
4. Back to Back – 2:17 (testo: Alessandro Donadei, Davide Mattei, Sara Mattei)
5. Come polvere – 3:14 (testo: Alessandro Donadei, Davide Mattei, Sara Mattei)
6. So che ci sei – 2:52 (Alessandro Donadei, Davide Mattei, Sara Mattei)
7. One King – 2:31 (testo: Daniele Veglia, Davide Mattei, Sara Mattei)
8. Occhi miei – 2:34 (testo: Davide Mattei, Sara Mattei)

## Successo commerciale
L'album ha debuttato alla seconda posizione della Classifica FIMI Album.

## Classifiche
| Classifica (2024) | Posizione massima |
| ----------------- | ----------------- |
| Italia            | 2                 |